# Mamadou Cisse
Mamadou Cisse (ur. 2 czerwca 1986 r. we Fria) – gwinejski pływak, uczestnik igrzysk olimpijskich. 

## Życiorys

### Igrzyska Olimpijskie
Na igrzyskach olimpijskich dwudziestodwuletni Cisse wystąpił tylko raz - podczas XXIX Letnich Igrzysk Olimpijskich w 2008 roku w Pekinie. Wziął udział w jednej konkurencji pływackiej. Na dystansie 50 metrów stylem dowolnym wystartował w trzecim wyścigu eliminacyjnym. Z czasem 29,29 zajął w nim ósme miejsce, a ostatecznie, w rankingu ogólnym, uplasował się na osiemdziesiątym dziewiątym miejscu. 